# جواكيم جوزيف أندريه مورات
خواكيم جوزيف أندريه مراد (بالفرنسية: Joachim Joseph André Murat)‏ هو دبلوماسي وسياسي فرنسي، ولد في 12 ديسمبر 1828 في باريس في فرنسا، وتوفي في 13 مارس 1904 في لوت في فرنسا. حزبياً، نشط في Appel au peuple ‏.

## مناصب
- انتخب .
- انتخب نائب الرئيس general council of Lot  [لغات أخرى]‏.
- انتخب رئيس بلدية [الإنجليزية]‏ Labastide-Murat [الإنجليزية]‏.
- انتخب  (5 فبراير 1854 – 11 نوفمبر 1889).